# Liga dos Campeões da UEFA de 2016–17 – Rodadas de Qualificação
As Rodadas de Qualificação da Liga dos Campeões da UEFA de 2016–17 foram disputadas entre os dias 28 de junho até 24 de agosto de 2016. Um total de 56 equipes competiram nesta fase para decidir 10 das 32 vagas na fase de grupos.

## Calendário
O calendário da competição é o seguinte (todos os sorteios foram realizados na sede da UEFA em Nyon na Suíça).
| Rodada                    | Data e hora do sorteio     | Partida de ida          | Partida de volta        |
| ------------------------- | -------------------------- | ----------------------- | ----------------------- |
| Primeira pré-eliminatória | 20 de junho de 2016, 12:00 | 28–29 de junho de 2016  | 5–6 de julho de 2016    |
| Segunda pré-eliminatória  | 20 de junho de 2016, 12:00 | 12–13 de julho de 2016  | 19–20 de julho de 2016  |
| Terceira pré-eliminatória | 15 de julho de 2016, 12:00 | 26–27 de julho de 2016  | 2–3 de agosto de 2016   |
| Play-off                  | 5 de agosto de 2016, 12:00 | 16–17 de agosto de 2016 | 23–24 de agosto de 2016 |

## Primeira pré-eliminatória
O sorteio para esta fase foi realizado em 20 de junho de 2016. As partidas de ida foram disputadas em 28 de junho, e as partidas de volta foram disputadas em 5 e 6 de julho de 2016. Um total de oito equipes participaram desta fase.
| Equipe 1        | Total    | Equipe 2         | 1.º jogo | 2.º jogo |
| --------------- | -------- | ---------------- | -------- | -------- |
| Flora Tallinn   | 2–3      | Lincoln Red Imps | 2–1      | 0–2      |
| The New Saints  | 5–1      | Tre Penne        | 2–1      | 3–0      |
| Valletta        | 2–2 (gf) | B36 Tórshavn     | 1–0      | 1–2      |
| FC Santa Coloma | 0–3      | Alashkert        | 0–0      | 0–3      |

### Partidas de ida
| 28 de junho de 2016 | Flora Tallinn             | 2 – 1     | Lincoln Red Imps | A. Le Coq Arena, Tallinn             |
| 18:00               | Alliku 35' · Sappinen 49' | Relatório | J. Chipolina 57' | Público: 886 Árbitro: IRL Rob Harvey |

| 28 de junho de 2016 | Valletta    | 1 – 0     | B36 Tórshavn | Estádio Hibernians, Paola                 |
| 19:00               | Falcone 69' | Relatório |              | Público: 1 151 Árbitro: ROU Radu Petrescu |

| 28 de junho de 2016 | FC Santa Coloma | 0 – 0     | Alashkert | Estádio Comunal, Andorra-a-Velha       |
| 20:00               |                 | Relatório |           | Público: 600 Árbitro: FRO Alex Troleis |

| 28 de junho de 2016 | The New Saints           | 2 – 1     | Tre Penne      | Park Hall, Oswestry                             |
| 20:00               | Quigley 13' · Mullan 40' | Relatório | Fraternali 16' | Público: 712 Árbitro: MLT Farrugia Cann Trustin |

### Partidas de volta
| 5 de julho de 2016 | Alashkert                                     | 3 – 0     | FC Santa Coloma | Estádio Republicano, Erevan                 |
| 17:00              | Minasyan 12' · Gyozalyan 84' · Yedigaryan 88' | Relatório |                 | Público: 2 100 Árbitro: KAZ Alexandr Aliyev |

Alashkert venceu por 3–0 no placar agregado e avançou a próxima fase.
| 5 de julho de 2016 | B36 Tórshavn                     | 2 – 1     | Valletta    | Gundadalur, Tórshavn                     |
| 19:00              | Thorleifsson 10' · Agnarsson 66' | Relatório | Falcone 24' | Público: 850 Árbitro: EST Roomer Tarajev |

2–2 no placar agregado. Valletta avançou a próxima fase pela regra do gol fora de casa.
| 5 de julho de 2016 | Tre Penne | 0 – 3     | The New Saints                         | Estádio San Marino, Serravalle          |
| 20:30              |           | Relatório | Quigley 45' · Edwards 47' · Draper 90' | Público: 743 Árbitro: ALB Lorenc Jemini |

The New Saints venceu por 5–1 no placar agregado e avançou a próxima fase.
| 6 de julho de 2016 | Lincoln Red Imps                      | 2 – 0     | Flora Tallinn | Victoria Stadium, Gibraltar               |
| 19:00              | J. Chipolina 15' (pen) · Calderón 79' | Relatório |               | Público: 1 020 Árbitro: LUX Alain Durieux |

Lincoln Red Imps venceu por 3–2 no placar agregado e avançou a próxima fase.

## Segunda pré-eliminatória
O sorteio para esta fase foi realizado em 20 de junho de 2016. As partidas de ida foram disputadas em 12 e 13 de julho, e as partidas de volta foram disputadas em 19 e 20 de julho de 2016. Um total de 34 equipes jogaram na segunda pré-eliminatória: 30 equipes que entraram nesta rodada, e os quatro vencedores da primeira pré-eliminatória.
| Equipe 1           | Total       | Equipe 2          | 1.º jogo | 2.º jogo |
| ------------------ | ----------- | ----------------- | -------- | -------- |
| Qarabağ            | 3–1         | F91 Dudelange     | 2–0      | 1–1      |
| Hapoel Be'er Sheva | 3–2         | Sheriff Tiraspol  | 3–2      | 0–0      |
| Olimpija Ljubljana | 6–6 (gf)    | Trenčín           | 3–4      | 3–2      |
| Red Bull Salzburg  | 3–0         | Liepāja           | 1–0      | 2–0      |
| Vardar             | 3–5         | Dinamo Zagreb     | 1–2      | 2–3      |
| The New Saints     | 0–3         | APOEL             | 0–0      | 0–3      |
| Zrinjski Mostar    | 1–3         | Légia Varsóvia    | 1–1      | 0–2      |
| Ludogorets Razgrad | 5–0         | Mladost Podgorica | 2–0      | 3–0      |
| Dinamo Tbilisi     | 3–1         | Alashkert         | 2–0      | 1–1      |
| Žalgiris Vilnius   | 1–2         | Astana            | 0–0      | 1–2      |
| Partizani Tirana   | 2–2 (3–1 p) | Ferencváros       | 1–1      | 1–1      |
| BATE Borisov       | 4–2         | SJK               | 2–0      | 2–2      |
| Valletta           | 2–4         | Estrela Vermelha  | 1–2      | 1–2      |
| Rosenborg          | 5–4         | IFK Norrköping    | 3–1      | 2–3      |
| Dundalk            | 3–3 (gf)    | FH                | 1–1      | 2–2      |
| Lincoln Red Imps   | 1–3         | Celtic            | 1–0      | 0–3      |
| Crusaders          | 0–9         | Copenhague        | 0–3      | 0–6      |

### Partidas de ida
| 12 de julho de 2016 | Zrinjski Mostar | 1 – 1     | Légia Varsóvia | Stadion pod Bijelim Brijegom, Mostar          |
| 18:30               | Katanec 57'     | Relatório | Nikolić 49'    | Público: 5 500 Árbitro: ESP Carlos Clos Gómez |

| 12 de julho de 2016 | Dinamo Tbilisi                        | 2 – 0     | Alashkert | Estádio Boris Paichadze, Tbilisi                |
| 19:00               | Kiteishvili 55' · Kvilitaia 69' (pen) | Relatório |           | Público: 11 769 Árbitro: ROU Sebastian Colţescu |

| 12 de julho de 2016 | Qarabağ                | 2 – 0     | F91 Dudelange | Estádio Tofiq Bahramov, Baku               |
| 19:00               | Richard 10' (pen), 27' | Relatório |               | Público: 18 600 Árbitro: ISR Orel Grinfeld |

| 12 de julho de 2016 | Hapoel Be'er Sheva                               | 3 – 2     | Sheriff Tiraspol           | Estádio Turner, Bersebá                       |
| 19:50               | Ugochukwu 43' · Barda 52' (pen) · Radi 90' (pen) | Relatório | Ivančić 22' · Brezovec 64' | Público: 15 939 Árbitro: ESP Carlos Del Cerro |

| 12 de julho de 2016 | Valletta    | 1 – 2     | Estrela Vermelha        | Estádio Hibernians, Paola                    |
| 20:00               | Falcone 15' | Relatório | Katai 66' · Sikimić 75' | Público: 1 098 Árbitro: AUT Alexander Harkam |

| 12 de julho de 2016 | The New Saints | 0 – 0     | APOEL | Park Hall, Oswestry                     |
| 20:00               |                | Relatório |       | Público: 1 056 Árbitro: POR Hugo Miguel |

| 12 de julho de 2016 | BATE Borisov               | 2 – 0     | SJK | Borisov Arena, Borisov                       |
| 20:00               | Kendysh 32' · Rodionov 68' | Relatório |     | Público: 9 247 Árbitro: LVA Andris Treimanis |

| 12 de julho de 2016 | Lincoln Red Imps | 1 – 0     | Celtic | Victoria Stadium, Gibraltar                |
| 20:00               | L. Casciaro 48'  | Relatório |        | Público: 1 632 Árbitro: SWE Andreas Ekberg |

| 12 de junho de 2016 | Red Bull Salzburg | 1 – 0     | Liepāja | Red Bull Arena, Salzburgo               |
| 20:30               | Soriano 83'       | Relatório |         | Público: 6 917 Árbitro: ALB Enea Jorgji |

| 12 de junho de 2016 | Vardar            | 1 – 2     | Dinamo Zagreb            | Estádio Felipe II da Macedônia, Escópia    |
| 20:45               | Hambardzumyan 54' | Relatório | Mijušković 21' · Rog 30' | Público: 17 000 Árbitro: ENG Robert Madley |

| 13 de junho de 2016 | Žalgiris Vilnius | 0 – 0     | Astana | Estádio LFF, Vilnius                        |
| 19:15               |                  | Relatório |        | Público: 4 100 Árbitro: SRB Vlado Glodjović |

| 13 de julho de 2016 | Rosenborg                                    | 3 – 1     | IFK Norrköping | Lerkendal Stadion, Trondheim              |
| 19:15               | Eyjólfsson 48' · Helland 62' · de Lanlay 65' | Relatório | Andersson 70'  | Público: 11 595 Árbitro: ITA Davide Massa |

| 13 de julho de 2016 | Ludogorets Razgrad          | 2 – 0     | Mladost Podgorica | Ludogorets Arena, Razgrad                    |
| 19:30               | Moţi 13' (pen) · Lukoki 26' | Relatório |                   | Público: 6 000 Árbitro: RUS Sergei Lapochkin |

| 13 de julho de 2016 | Partizani Tirana | 1 – 1     | Ferencváros | Elbasani Arena, Elbasani                  |
| 20:00               | Fili 47'         | Relatório | Böde 71'    | Público: 1 700 Árbitro: FRA Benoît Millot |

| 13 de julho de 2016 | Crusaders | 0 – 3     | Copenhague                              | Seaview, Belfast                             |
| 20:00               |           | Relatório | Santander 6' · Cornelius 40' · Falk 53' | Público: 2 069 Árbitro: SUI Stephan Klossner |

| 13 de julho de 2016 | Olimpija Ljubljana                   | 3 – 4     | Trenčín                                         | Estádio Stožice, Liubliana                |
| 20:30               | Velikonja 34' · Zajc 43' · Eleke 89' | Relatório | Lawrence 4' · Kalu 6' · Janga 20' · Holúbek 32' | Público: 5 950 Árbitro: TUR Ali Palabıyık |

| 13 de julho de 2016 | Dundalk      | 1 – 1     | FH         | Oriel Park, Dundalk                      |
| 20:45               | McMillan 66' | Relatório | Lennon 77' | Público: 3 111 Árbitro: BUL Nikola Popov |

### Partidas de volta
| 19 de julho de 2016 | Alashkert     | 1 – 1     | Dinamo Tbilisi | Estádio Republicano, Erevan                   |
| 17:00               | Gyozalyan 51' | Relatório | Jigauri 21'    | Público: 4 600 Árbitro: SWE Mohammed Al-Hakim |

Dinamo Tbilisi venceu por 3–1 no placar agregado e avançou a próxima fase.
| 19 de julho de 2016 | Liepāja | 0 – 2     | Red Bull Salzburg          | Estádio Daugava, Liepāja                    |
| 18:00               |         | Relatório | Berisha 35' · Bernardo 65' | Público: 3 633 Árbitro: BEL Jonathan Lardot |

Red Bull Salzburg venceu por 3–0 no placar agregado e avançou a próxima fase.
| 19 de julho de 2016 | Sheriff Tiraspol | 0 – 0     | Hapoel Be'er Sheva | Estádio Sheriff, Tiraspol                    |
| 19:00               |                  | Relatório |                    | Público: 8 184 Árbitro: POL Daniel Stefanski |

Hapoel Be'er Sheva venceu por 3–2 no placar agregado e avançou a próxima fase.
| 19 de julho de 2016 | APOEL                                                   | 3 – 0     | The New Saints | Estádio GSP, Nicósia                          |
| 19:00               | Alexandrou 54' · Sotiriou 73' · De Vincenti 90+5' (pen) | Relatório |                | Público: 10 548 Árbitro: MNE Nikola Dabanović |

APOEL venceu por 3–0 no placar agregado e avançou a próxima fase.
| 19 de julho de 2016 | SJK                      | 2 – 2     | BATE Borisov             | OmaSP Stadion, Seinäjoki                    |
| 19:00               | Ngueukam 44' · Riski 61' | Relatório | Karnitsky 15' · Ríos 29' | Público: 5 817 Árbitro: GER Bastian Dankert |

BATE Borisov venceu por 4–2 no placar agregado e avançou a próxima fase.
| 19 de julho de 2016 | Copenhagen                                                                 | 6 – 0     | Crusaders | Estádio Parken, Copenhague                   |
| 19:15               | Pavlović 15' · Mitchell 45+1' · Cornelius 48', 76' · Falk 58' · Greguš 68' | Relatório |           | Público: 6 924 Árbitro: CRO Ante Vučemilović |

Copenhagen venceu por 9–0 no placar agregado e avançou a próxima fase.
| 19 de julho de 2016 | Estrela Vermelha       | 2 – 1     | Valletta    | Estádio Marakana, Belgrado               |
| 20:30               | Donald 30' · Katai 76' | Relatório | Caruana 11' | Público: 31 112 Árbitro: NOR Tore Hansen |

Estrela Vermelha venceu por 4–2 no placar agregado e avançou a próxima fase.
| 19 de julho de 2016 | Mladost Podgorica | 0 – 3     | Ludogorets Razgrad              | Estádio Pod Goricom, Podgorica             |
| 20:45               |                   | Relatório | Lukoki 39', 64' · Wanderson 48' | Público: 4 300 Árbitro: NED Pol van Boekel |

Ludogorets Razgrad venceu por 5–0 no placar agregado e avançou a próxima fase.
| 19 de julho de 2016 | Légia Varsóvia         | 2 – 0     | Zrinjski Mostar | Estádio do Exército Polônes, Varsóvia          |
| 20:45               | Nikolić 28' (pen), 62' | Relatório |                 | Público: 12 784 Árbitro: FRA Nicolas Rainville |

Légia Varsóvia venceu por 3–1 no placar agregado e avançou a próxima fase.
| 20 de julho de 2016 | Astana            | 2 – 1     | Žalgiris Vilnius | Astana Arena, Astana                        |
| 16:00               | Aničić 31', 90+2' | Relatório | Elivelto 57'     | Público: 18 449 Árbitro: SUI Sandro Schärer |

Astana venceu por 2–1 no placar agregado e avançou a próxima fase.
| 20 de julho de 2016 | F91 Dudelange | 1 – 1     | Qarabağ        | Stade Jos Nosbaum, Dudelange           |
| 18:00               | N'Diaye 71'   | Relatório | Reynaldo 90+4' | Público: 891 Árbitro: SCO Kevin Clancy |

Qarabağ venceu por 3–1 no placar agregado e avançou a próxima fase.
| 20 de julho de 2016 | IFK Norrköping                 | 3 – 2     | Rosenborg                         | Nya Parken, Norrköping                    |
| 19:15               | Andersson 57', 77' · Nyman 59' | Relatório | Gytkjær 36' (pen) · de Lanlay 55' | Público: 10 372 Árbitro: ENG Craig Pawson |

Rosenborg venceu por 5–4 no placar agregado e avançou a próxima fase.
| 20 de julho de 2016 | Ferencváros    | 1 – 1 (pro) | Partizani Tirana | Groupama Arena, Budapeste                 |
| 19:30               | Gera 14' (pen) | Relatório   | Hüsing 40'       | Público: 8 752 Árbitro: EST Kristo Tohver |

|                          |       | Penalidades              |  |
| Gera Šesták Nagy Ramírez | 1 – 3 | Hoxha Vila Trashi Ekuban |  |

2–2 no placar agregado. Partizani Tirana venceu a disputa por pênaltis e avançou a próxima fase.
| 20 de julho de 2016 | Trenčín              | 2 – 3     | Olimpija Ljubljana                  | Štadión pod Dubňom, Žilina              |
| 20:15               | Janga 13' · Bero 20' | Relatório | Kelhar 41' · Eleke 45' · Klinar 79' | Público: 3 750 Árbitro: POR João Capela |

6–6 no placar agregado. Trenčín avançou a próxima fase pela regra do gol fora de casa.
| 20 de julho de 2016 | Celtic                                   | 3 – 0     | Lincoln Red Imps | Celtic Park, Glasgow                            |
| 20:45               | Lustig 23' · Griffiths 25' · Roberts 29' | Relatório |                  | Público: 55 632 Árbitro: POL Bartosz Frankowski |

Celtic venceu por 3–1 no placar agregado e avançou a próxima fase.
| 20 de julho de 2016 | Dinamo Zagreb                                  | 3 – 2     | Vardar             | Estádio Maksimir, Zagreb                   |
| 20:45               | Pjaca 55' (pen), 70' (pen) · Paulo Machado 78' | Relatório | Velkovski 39', 63' | Público: 10 142 Árbitro: RUS Sergei Ivanov |

Dinamo Zagreb venceu por 5–3 no placar agregado e avançou a próxima fase.
| 20 de julho de 2016 | FH                           | 2 – 2     | Dundalk           | Kaplakriki, Hafnarfjörður                |
| 21:15               | Hewson 19' · Finnbogason 78' | Relatório | McMillan 52', 62' | Público: 1 850 Árbitro: ITA Paolo Valeri |

3–3 no placar agregado. Dundalk avançou a próxima fase pela regra do gol fora de casa.

## Terceira pré-eliminatória
A terceira pré-eliminatória foi dividida em duas seções distintas: caminho dos campeões e dos não-campeões. As equipes perdedoras em ambas as seções entraram no play-off da Liga Europa da UEFA de 2016–17.
O sorteio para a terceira pré-eliminatória foi realizado em 15 de julho de 2016. As partidas de ida foram disputadas em 26 e 27 de julho, e as partidas de volta foram disputadas nos dias 2 e 3 de agosto de 2016.
Um total de 30 equipes jogaram na terceira pré-eliminatória.
| Equipe 1                 | Total                | Equipe 2             | 1.º jogo             | 2.º jogo             |                      |
| Caminho dos Campeões     | Caminho dos Campeões | Caminho dos Campeões | Caminho dos Campeões | Caminho dos Campeões | Caminho dos Campeões |
| ------------------------ | -------------------- | -------------------- | -------------------- | -------------------- | -------------------- |
| Rosenborg                | 2–4                  | APOEL                | 2–1                  | 0–3                  |                      |
| Dinamo Zagreb            | 3–0                  | Dinamo Tbilisi       | 2–0                  | 1–0                  |                      |
| Olympiacos               | 0–1                  | Hapoel Be'er Sheva   | 0–0                  | 0–1                  |                      |
| Astana                   | 2–3                  | Celtic               | 1–1                  | 1–2                  |                      |
| Trenčín                  | 0–1                  | Légia Varsóvia       | 0–1                  | 0–0                  |                      |
| Viktoria Plzeň           | 1–1                  | Qarabağ              | 0–0                  | 1–1                  |                      |
| Astra Giurgiu            | 1–4                  | Copenhague           | 1–1                  | 0–3                  |                      |
| BATE Borisov             | 1–3                  | Dundalk              | 1–0                  | 0–3                  |                      |
| Ludogorets Razgrad       | 6–4                  | Estrela Vermelha     | 2–2                  | 4–2 (pro)            |                      |
| Partizani Tirana         | 0–3                  | Red Bull Salzburg    | 0–1                  | 0–2                  |                      |
| Caminho dos Não-Campeões |                      |                      |                      |                      |                      |
| Ajax                     | 3–2                  | PAOK                 | 1–1                  | 2–1                  |                      |
| Sparta Praga             | 1–3                  | Steaua Bucareste     | 1–1                  | 0–2                  |                      |
| Shakhtar Donetsk         | 2–2 (2–4 pen)        | Young Boys           | 2–0                  | 0–2                  |                      |
| Rostov                   | 4–2                  | Anderlecht           | 2–2                  | 2–0                  |                      |
| Fenerbahçe               | 3–4                  | Monaco               | 2–1                  | 1–3                  |                      |

### Partidas de ida
| 26 de julho de 2016 | BATE Borisov   | 1 – 0     | Dundalk | Borisov Arena, Borisov                         |
| 20:00               | Gordeichuk 70' | Relatório |         | Público: 11 321 Árbitro: UKR Yevhen Aranovskiy |

| 26 de julho de 2016 | Ludogorets Razgrad             | 2 – 2     | Estrela Vermelha      | Ludogorets Arena, Razgrad                        |
| 20:00               | Jonathan Cafu 43' · Keșerü 76' | Relatório | Katai 48' · Kanga 66' | Público: 7 759 Árbitro: SWE Martin Strömbergsson |

| 26 de julho de 2016 | Partizani Tirana | 0 – 1     | Red Bull Salzburg | Elbasani Arena, Elbasani                   |
| 20:00               |                  | Relatório | Soriano 70' (pen) | Público: 4 000 Árbitro: ENG Michael Oliver |

| 26 de julho de 2016 | Sparta Praga | 1 – 1     | Steaua Bucareste | Generali Arena, Praga                       |
| 20:00               | Šural 35'    | Relatório | Stanciu 75'      | Público: 13 257 Árbitro: GER Daniel Siebert |

| 26 de julho de 2016 | Viktoria Plzeň | 0 – 0     | Qarabağ | Doosan Arena, Plzeň                             |
| 20:15               |                | Relatório |         | Público: 10 269 Árbitro: MKD Aleksandar Stavrev |

| 26 de julho de 2016 | Rostov                          | 2 – 2     | Anderlecht               | Olimp - 2, Rostov do Don                |
| 20:30               | Ezatolahi 16' · Poloz 60' (pen) | Relatório | Hanni 3' · Tielemans 52' | Público: 14 770 Árbitro: ITA Luca Banti |

| 26 de julho de 2016 | Shakhtar Donetsk            | 2 – 0     | Young Boys | Arena Lviv, Lviv                             |
| 20:45               | Bernard 27' · Seleznyov 75' | Relatório |            | Público: 7 477 Árbitro: NED Serdar Gözübüyük |

| 26 de julho de 2016 | Ajax        | 1 – 1     | PAOK       | Amsterdam Arena, Amsterdã                   |
| 20:45               | Dolberg 58' | Relatório | Djalma 27' | Público: 45 640 Árbitro: ESP Javier Estrada |

| 26 de julho de 2016 | Dinamo Zagreb           | 2 – 0     | Dinamo Tbilisi | Estádio Maksimir, Zagreb                  |
| 20:45               | Soudani 39' · Ćorić 42' | Relatório |                | Público: 10 258 Árbitro: SCO Bobby Madden |

| 27 de julho de 2016 | Astana         | 1 – 1     | Celtic        | Astana Arena, Astana                         |
| 16:00               | Logvinenko 19' | Relatório | Griffiths 78' | Público: 29 000 Árbitro: ITA Paolo Mazzoleni |

| 27 de julho de 2016 | Rosenborg                    | 2 – 1     | APOEL     | Lerkendal Stadion, Trondheim               |
| 19:15               | Gytkjær 23' · Skjelvik 45+1' | Relatório | Efrem 67' | Público: 13 281 Árbitro: SVN Slavko Vinčić |

| 27 de julho de 2016 | Astra Giurgiu      | 1 – 1     | Copenhague  | Stadionul Marin Anastasovici, Giurgiu  |
| 19:30               | Filipe Teixeira 7' | Relatório | Delaney 64' | Público: 2 381 Árbitro: HUN István Vad |

| 27 de julho de 2016 | Trenčín | 0 – 1     | Légia Varsóvia | Štadión pod Dubňom, Žilina                   |
| 20:30               |         | Relatório | Nikolić 69'    | Público: 5 866 Árbitro: BLR Aleksei Kulbakov |

| 27 de julho de 2016 | Fenerbahçe       | 2 – 1     | Monaco     | Estádio Şükrü Saraçoğlu, Istambul              |
| 20:30               | Emenike 39', 61' | Relatório | Falcao 42' | Público: 12 223 Árbitro: ESP Jesús Gil Manzano |

| 27 de julho de 2016 | Olympiacos | 0 – 0     | Hapoel Be'er Sheva | Estádio Karaiskákis, Pireu                   |
| 20:45               |            | Relatório |                    | Público: 20 531 Árbitro: POR Manuel de Sousa |

### Partidas de volta
| 2 de agosto de 2016 | Qarabağ    | 1 – 1     | Viktoria Plzeň | Estádio Tofiq Bahramov, Baku               |
| 18:30               | Muarem 28' | Relatório | Krmenčík 85'   | Público: 30 792 Árbitro: TUR Hüseyin Göçek |

1–1 no placar agregado. Viktoria Plzeň avançou a próxima fase pela regra do gol fora de casa.
| 2 de agosto de 2016 | APOEL                                               | 3 – 0     | Rosenborg | Estádio GSP, Nicósia                          |
| 19:00               | Gianniotas 90+1' · Vander 90+6' · De Vincenti 90+9' | Relatório |           | Público: 15 559 Árbitro: POL Paweł Raczkowski |

APOEL venceu por 4–2 no placar agregado e avançou a próxima fase.
| 2 de agosto de 2016 | Dinamo Tbilisi | 0 – 1     | Dinamo Zagreb | Estádio Boris Paichadze, Tbilisi              |
| 19:00               |                | Relatório | Rog 8'        | Público: 21 510 Árbitro: CZE Miroslav Zelinka |

Dinamo Zagreb venceu por 3–0 no placar agregado e avançou a próxima fase.
| 2 de agosto de 2016 | Estrela Vermelha              | 2 – 4 (pro) | Ludogorets Razgrad                          | Estádio Marakana, Belgrado              |
| 20:30               | Donald 17' · Ibáñez 62' (pen) | Relatório   | Jonathan Cafu 24' · Wanderson 40', 92', 97' | Público: 50 223 Árbitro: ITA Luca Banti |

Ludogorets Razgrad venceu por 6–4 no placar agregado e avançou a próxima fase.
| 2 de agosto de 2016 | Dundalk                        | 3 – 0     | BATE Borisov | Tallaght Stadium, Dublin                 |
| 21:00               | McMillan 44', 59' · Benson 90' | Relatório |              | Público: 4 645 Árbitro: DEN Jakob Kehlet |

Dundalk venceu por 3–1 no placar agregado e avançou a próxima fase.
| 3 de agosto de 2016 | Steaua Bucareste | 2 – 0     | Sparta Praga | Arena Națională, Bucareste                  |
| 19:45               | Stanciu 31', 63' | Relatório |              | Público: 37 127 Árbitro: NED Danny Makkelie |

Steaua București venceu por 3–1 no placar agregado e avançou a próxima fase.
| 3 de agosto de 2016 | Copenhague                           | 3 – 0     | Astra Giurgiu | Estádio Parken, Copenhague               |
| 19:45               | Cornelius 14', 45+1' · Santander 34' | Relatório |               | Público: 16 853 Árbitro: ISR Liran Liany |

Copenhague venceu por 4–1 no placar agregado e avançou a próxima fase.
| 3 de agosto de 2016 | Hapoel Be'er Sheva | 1 – 0     | Olympiacos | Estádio Turner, Bersebá                     |
| 20:00               | Tzedek 79'         | Relatório |            | Público: 15 500 Árbitro: FRA Benoit Bastien |

Hapoel Be'er Sheva venceu por 1–0 no placar agregado e avançou a próxima fase.
| 3 de agosto de 2016 | Young Boys    | 2 – 0 (pro) | Shakhtar Donetsk | Stade de Suisse, Berna                   |
| 20:15               | Kubo 54', 60' | Relatório   |                  | Público: 9 365 Árbitro: FRA Ruddy Buquet |

|                                      |       | Penalidades                |  |
| Hoarau Kubo Hadergjonaj Rochat Gajić | 4 – 2 | Srna Fred Rakitskiy Marlos |  |

2–2 no placar agregado. Young Boys venceu a disputa por pênaltis e avançou a próxima fase.
| 3 de agosto de 2016 | Red Bull Salzburg           | 2 – 0     | Partizani Tirana | Red Bull Arena, Salzburgo                 |
| 20:30               | Soriano 76' · Wanderson 81' | Relatório |                  | Público: 7 853 Árbitro: SVK Ivan Kružliak |

Red Bull Salzburg venceu por 3–0 no placar agregado e avançou a próxima fase.
| 3 de agosto de 2016 | PAOK            | 1 – 2     | Ajax                      | Estádio Toumba, Salonica                    |
| 20:30               | Athanasiadis 4' | Relatório | Klaassen 45+1' (pen), 88' | Público: 24 930 Árbitro: ENG Anthony Taylor |

Ajax venceu por 3–2 no placar agregado e avançou a próxima fase.
| 3 de agosto de 2016 | Monaco                              | 3 – 1     | Fenerbahçe  | Stade Louis II, Mônaco                        |
| 20:45               | Germain 2', 65' · Falcao 18' (pen.) | Relatório | Emenike 53' | Público: 8 403 Árbitro: POR Artur Soares Dias |

Monaco venceu por 4–3 no placar agregado e avançou a próxima fase.
| 3 de agosto de 2016 | Légia Varsóvia | 0 – 0     | Trenčín | Estádio do Exército Polônes, Varsóvia             |
| 20:45               |                | Relatório |         | Público: 21 850 Árbitro: RUS Vladislav Bezborodov |

Légia Varsóvia venceu por 1–0 no placar agregado e avançou a próxima fase.
| 3 de agosto de 2016 | Celtic                                        | 2 – 1     | Astana      | Celtic Park, Glasgow                       |
| 20:45               | Griffiths 45+2' (pen.) · Dembélé 90+2' (pen.) | Relatório | Ibraimi 62' | Público: 52 952 Árbitro: ROU István Kovács |

Celtic venceu por 3–2 no placar agregado e avançou a próxima fase.
| 3 de agosto de 2016 | Anderlecht | 0 – 2     | Rostov                 | Constant Vanden Stock Stadium, Bruxelas |
| 20:45               |            | Relatório | Noboa 28' · Azmoun 47' | Público: 19 464 Árbitro: SVN Matej Jug  |

Rostov venceu por 4–2 no placar agregado e avançou a próxima fase.

## Rodada de play-off
A rodada play-off é dividida em duas seções distintas: Caminho dos Campeões (para Liga dos Campeões) e Rota da Liga (para as equipes não campeãs da liga). As equipes perdedoras em ambas as seções entraram na fase de grupos da Liga Europa da UEFA de 2016–17.
O sorteio para a fase play-off foi realizado em 5 de agosto de 2016. As partidas de ida foram disputadas em 16 e 17 de agosto, e as partidas de volta foram disputadas em 23 e 24 de agosto de 2016. 
Um total de 20 equipes jogaram na rodada de play-off.
| Equipe 1                 | Total                | Equipe 2                 | 1.º jogo             | 2.º jogo             |                      |
| Caminho dos Campeões     | Caminho dos Campeões | Caminho dos Campeões     | Caminho dos Campeões | Caminho dos Campeões | Caminho dos Campeões |
| ------------------------ | -------------------- | ------------------------ | -------------------- | -------------------- | -------------------- |
| Ludogorets Razgrad       | 4–2                  | Viktoria Plzeň           | 2–0                  | 2–2                  |                      |
| Celtic                   | 5–4                  | Hapoel Be'er Sheva       | 5–2                  | 0–2                  |                      |
| Copenhague               | 2–1                  | APOEL                    | 1–0                  | 1–1                  |                      |
| Dundalk                  | 1–3                  | Légia Varsóvia           | 0–2                  | 1–1                  |                      |
| Dinamo Zagreb            | 3–2                  | Red Bull Salzburg        | 1–1                  | 1–2 (pro)            |                      |
| Caminho dos não-campeões |                      |                          |                      |                      |                      |
| Steaua Bucareste         | 0–6                  | Manchester City          | 0–5                  | 0–1                  |                      |
| Porto                    | 4–1                  | Roma                     | 1–1                  | 3–0                  |                      |
| Ajax                     | 2–5                  | Rostov                   | 1–1                  | 1–4                  |                      |
| Young Boys               | 2–9                  | Borussia Mönchengladbach | 1–3                  | 1–6                  |                      |
| Villarreal               | 1–3                  | Monaco                   | 1–2                  | 0–1                  |                      |

### Partidas de ida
| 16 de agosto de 2016 | Copenhague   | 1 – 0     | APOEL | Estádio Parken, Copenhague                  |
| 20:45                | Pavlović 43' | Relatório |       | Público: 20 519 Árbitro: CZE Pavel Královec |

| 16 de agosto de 2016 | Ajax               | 1 – 1     | Rostov    | Amsterdam Arena, Amsterdã                   |
| 20:45                | Klaassen 38' (pen) | Relatório | Noboa 13' | Público: 51 463 Árbitro: SCO William Collum |

| 16 de agosto de 2016 | Young Boys    | 1 – 3     | Borussia Mönchengladbach            | Stade de Suisse, Berna                      |
| 20:45                | Sulejmani 56' | Relatório | Raffael 11' · Hahn 67' · Rochat 69' | Público: 30 224 Árbitro: ITA Nicola Rizzoli |

| 16 de agosto de 2016 | Dinamo Zagreb | 1 – 1     | Red Bull Salzburg | Estádio Maksimir, Zagreb                        |
| 20:45                | Rog 76' (pen) | Relatório | Lazaro 59'        | Público: 13 784 Árbitro: GRE Tasos Sidiropoulos |

| 16 de agosto de 2016 | Steaua Bucareste | 0 – 5     | Manchester City                                     | Arena Națională, Bucareste                  |
| 20:45                |                  | Relatório | David Silva 13' · Agüero 41', 78', 89' · Nolito 49' | Público: 45 327 Árbitro: ITA Daniele Orsato |

| 17 de agosto de 2016 | Ludogorets Razgrad            | 2 – 0     | Viktoria Plzeň | Estádio Nacional Vasil Levski, Sófia          |
| 20:45                | Moți 51' (pen) · Misidjan 64' | Relatório |                | Público: 11 812 Árbitro: ENG Mark Clattenburg |

| 17 de agosto de 2016 | Celtic                                                    | 5 – 2     | Hapoel Be'er Sheva                | Celtic Park, Glasgow                       |
| 20:45                | Rogic 9' · Griffiths 39', 45+1' · Dembélé 73' · Brown 85' | Relatório | Lúcio Maranhão 55' · Melikson 57' | Público: 52 659 Árbitro: SVN Damir Skomina |

| 17 de agosto de 2016 | Porto                 | 1 – 1     | Roma       | Estádio do Dragão, Porto                   |
| 20:45                | André Silva 61' (pen) | Relatório | Felipe 21' | Público: 46 310 Árbitro: NED Björn Kuipers |

| 17 de agosto de 2016 | Dundalk | 0 – 2     | Légia Varsóvia                     | Aviva Stadium, Dublin                      |
| 20:45                |         | Relatório | Nikolić 56' (pen) · Prijović 90+4' | Público: 30 417 Árbitro: GER Deniz Aytekin |

| 17 de agosto de 2016 | Villarreal         | 1 – 2     | Monaco                       | El Madrigal, Villarreal                  |
| 20:45                | Alexandre Pato 36' | Relatório | Fabinho 3' (pen) · Silva 72' | Público: 19 516 Árbitro: GER Felix Brych |

### Partidas de volta
| 23 de agosto de 2016 | Hapoel Be'er Sheva    | 2 – 0     | Celtic | Estádio Turner, Bersebá                  |
| 20:45                | Sahar 21' · Hoban 48' | Relatório |        | Público: 15 383 Árbitro: NED Bas Nijhuis |

Celtic venceu por 5–4 no placar agregado e avançou a próxima fase.
| 23 de agosto de 2016 | Viktoria Plzeň        | 2 – 2     | Ludogorets Razgrad          | Doosan Arena, Plzeň                          |
| 20:45                | Ďuriš 7' · Matějů 64' | Relatório | Misidjan 17' · Keșerü 90+5' | Público: 10 312 Árbitro: ESP Alberto Undiano |

Ludogorets Razgrad venceu por 4–2 no placar agregado e avançou a próxima fase.
| 23 de agosto de 2016 | Monaco              | 1 – 0     | Villarreal | Stade Louis II, Mônaco                     |
| 20:45                | Fabinho 90+1' (pen) | Relatório |            | Público: 8 750 Árbitro: SWE Jonas Eriksson |

Monaco venceu por 3–1 no placar agregado e avançou a próxima fase.
| 23 de agosto de 2016 | Roma | 0 – 3     | Porto                              | Estádio Olímpico, Roma                        |
| 20:45                |      | Relatório | Felipe 8' · Layún 73' · Corona 75' | Público: 39 866 Árbitro: POL Szymon Marciniak |

Porto venceu por 4–1 no placar agregado e avançou a próxima fase.
| 23 de agosto de 2016 | Légia Varsóvia   | 1 – 1     | Dundalk    | Estádio do Exército Polônes, Varsóvia          |
| 20:45                | Kucharczyk 90+2' | Relatório | Benson 19' | Público: 29 066 Árbitro: NOR Svein Oddvar Moen |

Légia Varsóvia venceu por 3–1 no placar agregado e avançou a próxima fase.
| 24 de agosto de 2016 | APOEL        | 1 – 1     | Copenhague    | Estádio GSP, Nicósia                         |
| 20:45                | Sotiriou 69' | Relatório | Santander 86' | Público: 17 310 Árbitro: ITA Gianluca Rocchi |

Copenhague venceu por 2–1 no placar agregado e avançou a próxima fase.
| 24 de agosto de 2016 | Rostov                                            | 4 – 1     | Ajax               | Olimp - 2, Rostov do Don                   |
| 20:45                | Azmoun 34' · Yerokhin 52' · Noboa 60' · Poloz 66' | Relatório | Klaassen 84' (pen) | Público: 15 320 Árbitro: SRB Milorad Mažić |

Rostov venceu por 5–2 no placar agregado e avançou a próxima fase.
| 24 de agosto de 2016 | Manchester City | 1 – 0     | Steaua Bucareste | City of Manchester Stadium, Manchester |
| 20:45                | Delph 56'       | Relatório |                  | Público: 40 064 Árbitro: POL Pawel Gil |

Manchester City venceu por 6–0 no placar agregado e avançou a próxima fase.
| 24 de agosto de 2016 | Red Bull Salzburg | 1 – 2 (pro) | Dinamo Zagreb               | Red Bull Arena, Salzburgo                  |
| 20:45                | Lazaro 22'        | Relatório   | Fernandes 87' · Soudani 95' | Público: 23 451 Árbitro: SCO Craig Thomson |

Dinamo Zagreb venceu por 3–2 no placar agregado e avançou a próxima fase.
| 24 de agosto de 2016 | Borussia Mönchengladbach                    | 6 – 1     | Young Boys | Borussia-Park, Mönchengladbach              |
| 20:45                | Hazard 9', 64', 84' · Raffael 33', 40', 77' | Relatório | Ravet 79'  | Público: 43 302 Árbitro: ENG Andre Marriner |

Borussia Mönchengladbach venceu por 9–2 no placar agregado e avançou a próxima fase.